# Castello Ducale di Castel Campagnano
Das Castello Ducale di Castel Campagnano ist ein Landhaus aus dem 18. Jahrhundert in Castel Campagnano in der italienischen Region Kampanien.

## Geschichte
Das Landhaus wurde im 18. Jahrhundert auf den Ruinen eines Gebäudes aus dem 16. Jahrhundert errichtet: Dort wohnte die Gräfin Ferrara, eine Dame, die in Verbindung mit dem Hof von Ferdinand I., König beider Sizilien, stand. Ende des 20. Jahrhunderts wurde die Anlage restauriert und für die Abhaltung Hochzeitsfeiern und Empfängen umgebaut.

## Beschreibung
Von dem originalen, zweistöckigen Gebäude ist der Innenhof erhalten, den ein Brunnen kennzeichnet. Von diesem Innenhof aus kann man entweder in den Keller gelangen, der vollständig von Hand aus dem Tuffstein geschlagen wurde und 1777 fertiggestellt wurde, oder in die Felsenkirche San Michele Arcangelo. Ebenfalls erhalten sind einige Räume im Inneren des Gebäudes erhalten: In einem davon, dessen Bodenbelag noch original aus Terrakotta besteht, steht die Mühle zum Pressen von Oliven, ein anderer hat einen offenen Kamin und ein dritter ist durch eine Tonnengewölbedecke gekennzeichnet.